# Тимелія сірощока
Тиме́лія сірощока (Illadopsis rufipennis) — вид горобцеподібних птахів родини Pellorneidae. Мешкає в Західній і Центральній Африці.

## Підвиди
Виділяють три підвиди:
- I. r. extrema (Bates, GL, 1930) — від Сьєрра-Леоне до Гани;
- I. r. bocagei (Salvadori, 1903) — острів Біоко;
- I. r. rufipennis (Sharpe, 1872) — від південної Нігерії до західної Кенії, північно-західної Танзанії і північно-західної Анголи.

Illadopsis distans раніше вважався підвидом сірощокої тимелії, однак був визнаний окремим видом в 2021 році.

## Поширення і екологія
Сірощокі тимелії живуть у тропічних лісах, чагарникових заростях, на пасовищах і плантаціях. Зустрічаються на висоті від 500 до 2300 м над рівнем моря.